# Eduard Junge
Eduard Andriejewicz Junge, ros. Эдуард Андреевич Юнге (ur. 12 listopada?/24 listopada 1831 w Rydze, zm. 15 września?/27 września 1898 w Jałcie) – rosyjski okulista, profesor medycyny, twórca rosyjskiej szkoły okulistyki; rzeczywisty tajny radca, członek zespołu doradców ministra mienia państwowego w Imperium Rosyjskim; pionier procesu przekształcania krymskiej wsi Koktebel w letni kurort.

## Życiorys
Urodził się w Kurlandii w rodzinie o niemieckim rodowodzie, jako drugi syn Johana Heinricha Jungego i Gertrudy Wilhelminy z d. Geidel (jego starszy brat Wasilij urodził się półtora roku wcześniej, natomiast w grudniu 1836 przyszła na świat siostra Henrietta).

### Kariera zawodowa
Ukończył gimnazjum w Rydze a następnie studia na wydziale medycyny Imperatorskiego Uniwersytetu Moskiewskiego (1856). W tym samym roku wyjechał do Niemiec do kliniki okulistycznej profesora Albrechta von Gräfego. W styczniu 1860 powrócił do Rosji i uzyskał stopień doktora nauk medycznych za rozprawę Beitrage zur pathologischen Anatomie in der getigerten Nerzthaut (opublikowaną w Archiv für Ophthalmologie, 1859). Rozpoczął wykłady w katedrze oftalmologii Akademii Medyko-Chirurgicznej w Sankt Petersburgu, gdzie założył klinikę chorób oczu. W 1861 został mianowany profesorem-konsultantem chorób oczu w Sankt Petersburgu. W tymże roku przebywał w Egipcie studiując przypadki stanów zapalnych narządu wzroku. Pomyślnie leczył zaćmę wśród beduińskiej ludności Egiptu i Tunezji.
W latach 1860–1882 stał na czele pierwszej w Rosji a drugiej na świecie katedry oftalmologii Akademii Medyko-Chirurgicznej w Sankt Petersburgu (od 1881 pod nazwą Cesarskiej Wojskowej Akademii Medycznej).
Od 1883 w stanie spoczynku.
W latach 1883–1890 kierował Pietrowską Akademią Rolniczą w Moskwie (ob. Rosyjski Państwowy Uniwersytet Rolniczy – Moskiewska Akademia Rolnicza im. K. A. Timiriaziewa).

### Okres krymski
W latach 70. XIX w. Junge odbył konną wyprawę w Góry Krymskie, której zwieńczeniem było dotarcie do Koktebela na wybrzeżu Morza Czarnego. Miejsce to tak go urzekło, iż zdecydował się na zakup ziemi (w latach 1878–1880) i założenie własnego gospodarstwa. Planował budowę sztucznego zbiornika wodnego do nawadniania winnic, które miały zostać założone na zboczach gór, a także budowę dobrej drogi łączącej Koktebel z Teodozją. Oczyma wyobraźni widział piękne, wygodne dacze i kawalkady podróżnych przemierzających konno góry. Odtąd spędzał tam każde lato. Aktywnie zajął się urządzaniem i rozbudową swej posiadłości. Postawił tamę na kanale nawadniającym, co pozwoliło na założenie przynoszącego obfite plony ogrodu i winnicy (1879). Dało to początek rozwojowi winiarstwa w dolinie Koktebela. Został założony staw, podłączony prąd dla młocki ziarna, wybudowano winiarnię z piwnicą i dużą kamienną chłodnię. Stopniowo powstała rolnicza zagroda z kuchnią, pralnią, spichrzem, stajnią, oborą i chlewem.
10 listopada [29 października] 1890 zakończył pracę na stanowisku dyrektora Pietrowskiej Akademii Rolniczej w Moskwie, po czym zamieszkał na stałe w Koktebelu w skromnym pięciopokojowym domu o prostej architekturze, z werandą zwróconą ku morzu, postawionym z suszonych cegieł u podnóża góry Kuczuk-Jeniszar (ros. Кучук-Енишар), otoczonym rosochatymi wierzbami, i poświęcił się realizacji największego marzenia swego życia – przekształcenia wioski w kurort.
Wszelkie prace finansował z własnych pieniędzy, których wystarczyło jednak na osiągnięcie tylko połowy celów. Duże nadzieje pokładał w Ministerstwie Rolnictwa, ale minister Aleksiej Siergiejewicz Jermołow nie odwiedził go, przebywając na Krymie, dając tym do zrozumienia, że na ministerialną dotację Junge liczyć nie może. Dalsze prace zostały wstrzymane.
Mimo to, dążąc z uporem do budowy kurortu, Junge znalazł inne rozwiązanie: podzielił zakupione wcześniej tereny na niewielkie działki i zaczął je sprzedawać pod budowę dacz. Jednymi z pierwszych nabywców, w 1893, zostali Paweł Pawłowicz von Tesch i Jelena Ottobaldowna Kirijenko-Wołoszyna (matka rosyjskiego artysty Maksimiliana Wołoszyna). Dalsza sprzedaż postępowała jednak powoli, na co wpływ miała choroba Jungego. Po jego śmierci dzieło budowy kurortu kontynuowali synowie: Aleksander i Fiodor.

### Śmierć
Zmarł po długiej i ciężkiej chorobie 27 [15] września 1898 w wieku niespełna 67 lat, w 35. rocznicę ślubu z Jekatieriną Fiodorowną, mimo operacji, której – za namową żony – poddał się w Berlinie pod koniec 1897. Został pochowany na cmentarzu we wsi Nikita na obrzeżach Jałty.

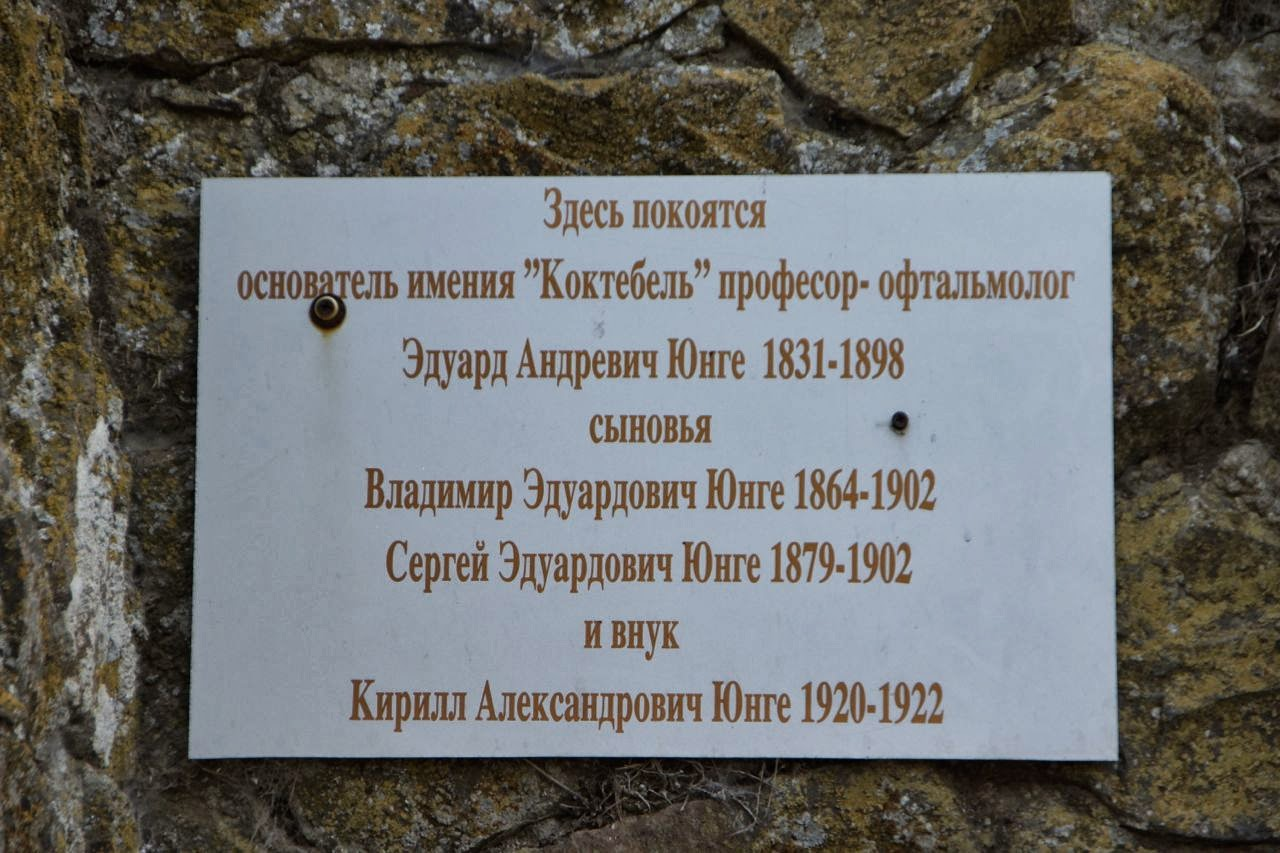
Tablica na grobowcu Eduarda Jungego,
16 lipca 2013 r.

W końcu 1898 jego szczątki przeniesiono do grobowca w Koktebelu, wybudowanego w stylu neoklasycystycznym wewnątrz wzgórza (o wys. ok. 7 m) w pobliżu jego posiadłości, w sąsiedztwie istniejącej dziś plaży naturystycznej. Obok zamurowanego wejścia do grobowca (podczas II wojny światowej w znacznym stopniu zniszczonego), na wschodnim stoku wzgórza, znajduje się upamiętniająca pochówek tablica, umieszczona przez działaczy niemieckiego Koktebelskiego Centrum Kulturalnego «Deutschklub Gemeinschaft» (opiekujących się grobowcem od 1998). W grobowcu tym pochowani zostali także jego trzej synowie: Władimir, Aleksander i Siergiej (w latach 60. XX w. prochy Aleksandra przeniesiono do mogiły brata Fiodora na cmentarz koktebelski) oraz wnuk Kirył (syn Aleksandra).
W uznaniu zasług Jungego dla Koktebela nazwano jego imieniem jedną z ulic w północno-wschodniej części miejscowości oraz bulwar ciągnący się od grobowca w kierunku południowo-zachodnim, który otwarto po remoncie w czerwcu 2013 r.

## Życie prywatne
27 [15] września 1863 jego żoną została, niespełna dwudziestoletnia wówczas, hrabianka Jekatierina Fiodorowna z d. Tołstaja, córka hr. Fiodora Piotrowicza Tołstoja – rosyjskiego artysty rzeźbiarza, eksperta w dziedzinie sztuki medalierskiej, wiceprezydenta Imperatorskiej Akademii Sztuk Pięknych w Sankt Petersburgu, krewnego Lwa Tołstoja. Mieli czterech synów: Władimira (ur. 23 [11] lipca 1864 w Sankt Petersburgu, zm. 15 [2] września 1902 w Teodozji), Fiodora (ur. 21 [9] listopada 1866, zm. w 1927 w Koktebelu), Aleksandra (ur. 17 [5] lipca 1872 w Sankt Petersburgu, zm. w marcu 1921 w Teodozji) i Siergieja (ur. 19 [7] lutego 1879, zm. we wrześniu (?) 1902 w Koktebelu w wyniku nieszczęśliwego wypadku podczas pogrzebu brata Władimira).
Żona – znamienitego pochodzenia – nie podzielała entuzjazmu, jakim Junge darzył swe plany budowy kurortu w Koktebelu i nie chciała przenosin na stałe do zapadłej wsi, co doprowadziło do faktycznego rozpadu małżeństwa w końcu lat 80. W ostatnich latach życia spędzanych w Koktebelu towarzyszyła mu Nadieżda Wasiljewna Miłowskaja.
Pasjonowała go sztuka starożytnego Egiptu, a pobyt w Egipcie zapoczątkował tworzenie własnej kolekcji dzieł tej kultury.

## Odznaczenia
- Order Orła Białego (Imperium Rosyjskie)
- Order św. Włodzimierza II klasy (Imperium Rosyjskie)
- Order św. Włodzimierza III klasy (Imperium Rosyjskie)
- Order św. Anny I klasy (Imperium Rosyjskie)
- Order św. Anny II klasy (Imperium Rosyjskie)
- Order św. Stanisława I klasy (Imperium Rosyjskie)
- Order św. Stanisława II klasy (Imperium Rosyjskie)
- Komandor Orderu Sławy (Tunezja)
- Odznaka Międzynarodowego Ruchu Czerwonego Krzyża

## Publikacje (wybór)
W pracy В. Н. Долгановa (1898) wymieniono m.in.:
1. Zur Histologie der Glashaut (Medic. Centralbl., 1857);
2. Ophthalmologischmicroscopische Notizen (Archiv für Ophthalmologie, 1859);
3. Ueber die intraocularen Druckverhaltnisse (Vortrag. in Congress der Ophthalmologie in Heidelberg, wrzesień 1859);
4. Was der ophthalmologie Noth thut? (Vortrag in der Gesellschaft für Aerzte und Naturforscher in Heidelberg, 1859);
5. Несколько слов о так называемой ophthalmia militaris (Московская Медицинская Газета, 1861);
6. Veranderungen der Netzhaut nach continuirlichen Druck eines Tumors auf den Nervus opticus; О механическом центре глазного яблока; Действие сернокислого атропина в разных концентрациях (Труды Общества Русских Врачей в Санкт-Петербурге, 1867);
7. Эпителиальная форма трахомы (ibid., 1869).